# 斯洛博達足球俱樂部
斯洛博達足球俱樂部（Fudbalski klub Sloboda Užice，Фудбалски клуб Слобода Ужице）是塞爾維亞的一家足球俱樂部。主場位於烏日策。球隊參加塞爾維亞足球甲級聯賽的賽事。